# Andy Flickinger
Andy Flickinger (Saint-Martin-d'Hères, 4 de novembre de 1978) és un ciclista francès, ja retirat, que fou professional entre 1999 i 2007. Va combinar la carretera amb la pista, on es va proclamar campió nacionals diversos cops. En ruta, el seu resultat més destacat és el GP Ouest France-Plouay de 2003.

## Palmarès en ruta
- 2002
  - Vencedor d'una etapa de la París-Corrèze
- 2003
  - 1r del GP Ouest France-Plouay
- 2005
  - Vencedor d'una etapa del Circuit de La Sarthe

### Resultats al Tour de França
- 2002. 103è de la classificació general
- 2003. 39è de la classificació general

### Resultats al Giro d'Itàlia
- 2006. No surt (12a etapa)

### Resultats a la Volta a Espanya
- 2004. Abandona (9a etapa)

## Palmarès en pista
- 1997
  -  Campió de França en Madison (amb Jérôme Neuville)
- 1999
  -  Campió de França en Madison (amb Jérôme Neuville)

### Resultats a laCopa del Món
- 1998
  - 1r a Cali, en Persecució per equips
- 2004-2005
  - 1r a Manchester, en Madison